# Tim Broshog
Tim Broshog est un joueur allemand de volley-ball né le 2 décembre 1987 à Berlin. Il mesure 2,05 m et joue central. Il totalise 14 sélections en équipe d'Allemagne.

## Clubs
| Club            | De        | À         |
| --------------- | --------- | --------- |
| Netzhoppers kW  | 2007-2008 | 2007-2008 |
| Moerser SC      | 2008-2009 | 2013-2014 |
| VC Maaseik      | 2014-2015 | 2015-2016 |
| Dürener TV 1847 | 2016-2017 | ...       |

## Palmarès
- Coupe d'Allemagne
  - Finaliste : 2009, 2013